# Tipula (Lunatipula) freidbergi
Tipula (Lunatipula) freidbergi is een tweevleugelige uit de familie langpootmuggen (Tipulidae). De soort komt voor in het Palearctisch gebied.